# Andrus Peat
Andrus Jamerson Peat (* 4. November 1993 in Mesa, Arizona) ist ein US-amerikanischer American-Football-Spieler in der National Football League (NFL). Er spielt zurzeit für die Las Vegas Raiders als Offensive Guard und war zuvor neun Jahre lang für die New Orleans Saints aktiv.

## College
Andrus, Sohn von Todd Peat, der in den 80er und 90er Jahren als Offensive Liner bei den St. Louis/Phoenix Cardinals, den Los Angeles Raiders und der Frankfurt Galaxy spielte, zeigte schon früh sportliches Talent. So spielte er an der High School neben Football auch noch erfolgreich Basketball und betrieb Kugelstoßen sowie Diskuswurf. Zahlreiche namhafte Universitäten boten ihm Sport-Stipendien an, er entschied sich für Stanford und spielte für deren Team, die Cardinals, auf der Position des linken Offensive Tackle College Football. In drei Spielzeiten bestritt er insgesamt 40 Spiele.

## NFL
Beim NFL Draft 2015 wurde er von den New Orleans Saints in der ersten Runde als insgesamt 13. Spieler ausgewählt und erhielt einen Vierjahresvertrag über 11,39 Millionen US-Dollar.
In seiner Rookie-Saison wurde er als linker Offensive Guard eingesetzt. Er lief in 12 Partien auf, acht Mal davon als Starter. 2016 spielte er, als sein Teamkollege Terron Armstead verletzungsbedingt ausfiel, auch auf der Position des linken Offensive Tackles. Auch in den folgenden Spielzeiten kam er auf unter schiedlichen Positionen der Offensive Line zum Einsatz. Obwohl er immer wieder von diversen Verletzungen zurückgeworfen wurde, wurde er sowohl 2018 als auch 2019 in den Pro Bowl berufen.
 Im März 2020 erhielt er von den Saints einen neuen Fünfjahresvertrag über 57,5 Millionen US-Dollar, 33 davon garantiert.
Im Mai 2024 nahmen die Las Vegas Raiders Peat unter Vertrag.